# 程千帆
程千帆（1913年9月21日—2000年6月3日），原名逢会，后改会昌，字伯昊，四十岁以后号闲堂，斋名玄览斋，湖南长沙人，中国文史学家。

## 生平
1913年生于长沙一个传统的知识分子家庭，幼时就读私塾。1923年举家迁往湖北武汉，从堂伯父程君硕习古典文史。1928年秋从汉口到南京，入金陵大学附属中学初中三年级学习。1932年金大附中毕业，入金陵大学中国文学系。其时，中央大学(1949年易名南京大学)和金陵大学(1952年并入南京大学)教授互有兼课，故得以受业于胡翔冬、胡小石、黄季刚、吴矍安、刘国钧、刘继宣、汪辟疆、商承祚诸师。大学三年级时，结识国学研究班二年级研究生沈祖棻。1936年金大毕业，回金大附中任教一年。1937年抗战爆发，避难至安徽屯溪，在安徽中学任教。自此与沈祖棻在战乱中结缡逆旅，辗转于长沙、武汉、重庆、康定等地。1940年后执教于乐山技艺专科学校、乐山武汉大学、成都金陵大学、四川大学及四川省立成都中学。1945年抗战胜利后，执教于武汉大学中文系，此后在珞珈山度过了32年，文革在校被冠以“右派元帅”受到迫害。1977年沈祖棻去世。

### 斜阳新生
1978年8月以“耳顺”与“从心所欲”间龄，受南京大学校长匡亚明之邀重返金陵园，受聘为南京大学中文系教授，可谓“斜阳新生”。程门高足，多出此间。1979年与陶芸结婚。2000年6月3日在南京逝世。去世后，程门大弟子、中国第一位古典文学博士莫砺锋在当年将自己负责主编的《程千帆文集》扩编为《程千帆全集》。

## 社会兼职
曾任江苏文史馆馆长、南京文学艺术界联合会主席、中国唐代文学学会会长、中国旅游文学研究会会长、中华大典编纂委员会副主任委员等职。

## 家庭

### 发妻沈祖棻
沈祖棻，本是苏州富家子女，早年卒业中央大学中国文学系、金陵大学国学研究班，为词坛旷世奇才。沈祖棻与程千帆结为文坛佳偶，却一生颠沛苦难。沈祖棻尝有“历尽新婚垂老别，未成白首碧山期。文章知己虽堪喜，患难夫妻自可悲”的诗句。沈尹默有诗云“昔时赵李今程沈”。1977年，沈祖棻遇车祸去世，程千帆独自蛰居，为其整理遗稿《涉江词》，以寄托哀思。二人育有一女程丽则（1947年生），取名自西汉扬雄《法言》：“诗人之赋丽以则。”

### 继妻陶芸
陶芸，金陵大学政治系毕业，先事外交工作，后执教中学。因金大毕业，英文佳。程千帆的一些南雍弟子，亦曾从其学习英语。和程千帆成婚后，参与整理沈祖棻诗词遗稿。编著有《闲堂书简》。

## 著名弟子
- 莫砺锋
- 张宏生
- 张伯伟
- 程章灿
- 蒋寅
- 曹虹
- 鞏本栋

## 书目

### 著作
- 《目录学丛考》，中华书局，1939
- 《校雠广义·目录篇》，武汉大学，1941
- 《文学发凡》，金陵大学文学院，1943
- 《文论要诠》，开明书店，1948
- 《文学批评的任务》，中南文学艺术出版社，1953
- 《古典诗歌论丛》（与沈祖棻合著），上海文艺联合出版社，1954
- 《宋元文学史教程》，武汉大学，1957
- 《唐代进士行卷与文学》，上海古籍出版社，1980
- 《史通笺记》，中华书局，1980
- 《文论十笺》，黑龙江人民出版社，1983
- 《闲堂文薮》，齐鲁书社，1984
- 《杜诗会通》，南京大学中文系，1984
- 《古诗考索》，上海古籍出版社，1984
- 《治学小言》，齐鲁书社，1986
- 《校雠广义·目录编》（与徐有富合著），齐鲁书社，1988
- 《被开拓的诗世界》（与莫砺锋、张宏生合著），上海古籍出版社，1990
- 《程千帆诗论选集》，山西人民出版社，1990
- 《两宋文学史》（与吴新雷合著），上海古籍出版社，1991
- 《校雠广义·版本编》（与徐有富合著），齐鲁书社，1991
- 《沈祖棻程千帆新诗集》，武汉大学出版社，1992
- 《程千帆选集》，辽宁古籍出版社，1996
- 《程千帆沈祖棻学记》，贵州人民出版社，1997
- 《俭腹抄》，上海文艺出版社，1998
- 《程氏汉语文学通史》（与程章灿合著），辽海出版社，1999
- 《桑榆忆往》，上海古籍出版社，2000
- 《程千帆全集》，河北教育出版社，2000
- 《闲堂诗学》，辽海出版社，2002
- 《闲堂书简》，上海古籍出版社，2004

### 编选
- 《宋诗选》（与缪琨合选），古典文学出版社，1957
- 《古诗今选》（征求意见稿），南京大学中文系，1979
- 《古诗今选》（与沈祖棻合选），上海古籍出版社，1983
- 《中国古代文学英华》，上海教育出版社，1984
- 《量守庐学记》（与唐文合编），1985
- 《日本汉诗选评》（与孙望合选），1988
- 《程千帆推荐古代辞赋》，辽宁少儿出版社，1992
- 《宋诗精选》，江苏古籍出版社，1992
- 《唐宋诗名篇》，辽宁人民出版社，2000